# Euprosthenops benoiti
Espèce
Euprosthenops benoiti est une espèce d'araignées aranéomorphes de la famille des Pisauridae.

## Distribution
Cette espèce est endémique du Rwanda. Elle se rencontre vers Nyanza.

## Étymologie
Cette espèce est nommée en l'honneur de Pierre L. G. Benoit.

## Publication originale
- Blandin, 1976 : Études sur les Pisauridae africaines IV. Les espèces du genre Euprosthenops Pocock, 1897 (Araneae - Pisauridae - Pisaurinae). Revue Zoologique Africaine, vol. 90, p. 63-88 (texte intégral).